# Ӄ
Ӄ, ӄ – litera cyrylicy używana w alfabetach wielu języków Dalekiego Wschodu Rosji, w tym języka czukockiego, koriackiego, alutorskiego, itelmeńskiego,  niwchijskiego, ketyjskim oraz tofałarskim. Zazwyczaj reprezentuje dźwięk [q].
Była także obecna w alfabecie Sjögrena języka osetyńskiego, którym pisał Kosta Chetagurow oraz w którym wydano pierwszy numer gazety „Ræstdzinad”. We współczesnej ortografii osetyńskiej używa się w jej miejscu Къ.

## Kodowanie
| Znak                   | Ӄ                                    | Ӄ                                    | ӄ                                  | ӄ                                  |
| ---------------------- | ------------------------------------ | ------------------------------------ | ---------------------------------- | ---------------------------------- |
| Nazwa w Unikodzie      | Cyrillic Capital Letter Ka With Hook | Cyrillic Capital Letter Ka With Hook | Cyrillic Small Letter Ka With Hook | Cyrillic Small Letter Ka With Hook |
| Kodowanie              | dziesiątkowo                         | szesnastkowo                         | dziesiątkowo                       | szesnastkowo                       |
| Unicode                | 1219                                 | U+04C3                               | 1220                               | U+04C4                             |
| UTF-8                  | 211 131                              | d3 83                                | 211 132                            | d3 84                              |
| Odwołania znakowe SGML | &#1219;                              | &#x04C3;                             | &#1220;                            | &#x04C4;                           |